# Agatokles Baktryjski
Agatokles – uzurpatorski król baktryjskiej prowincji Paropamisada w latach 190-180 p.n.e. (daty przybliżone). W tym czasie w Baktrii rządził Eutydemos II, a w Arachozji Pantaleon. Pantaleonowi i Agatoklesowi przypisuje się rozszerzenie władzy Greków w północnych Indiach. Korzystając z upadku dynastii Maurjów zajęli Gandharę i zachodnią część Pendżabu.
Nie zachowały się żadne świadectwa pisane na temat Agatoklesa, jego historyczność potwierdzają jednak bogate znaleziska numizmatyczne. Są to zarówno emitowane w tradycji numizmatyki greckiej drachmy i tetradrachmy, jak również srebrne i brązowe czworokątne monety indyjskie z dwujęzyczną legendą w alfabecie greckim i piśmie kharoszthi. Był to obok Pantaleona pierwszy władca baktryjski, który emitował monety w systemie indyjskim. Jedna z takich srebrnych czworokątnych monet, znaleziona w Ajchanom, zawiera obok legendy w języku greckim także indyjską w piśmie brahmi, a zamiast wizerunków bogów olimpijskich podobizny Samkarszany oraz Wasudewy-Kryszny. Na innych monetach Agatoklesa znajdują się m.in. wizerunki lwa i bogini Lakszmi, bądź sama tylko legenda indyjska oraz wizerunki wzgórza z gwiazdą i drzewa.
Ciężko na podstawie monet Agatoklesa ustalić jego pokrewieństwo dynastyczne i politykę, choć zazwyczaj przyjmuje się, że był spokrewniony z obalonym Diodotosem II i walczył z Eutydemosem II. Świadectwem na pokrewieństwo z obalonym rodem Diodotosa mogą być emitowane w systemie greckim monety z wizerunkiem Zeusa, jego bóstwa opiekuńczego. Jednocześnie emitował on także monety ku czci Eutydemosa, co może dowodzić prób lub nawet faktu zawarcia z nim w pewnym momencie porozumienia. Sprawę komplikuje jednak fakt wybijania przez niego także monet z wizerunkami Aleksandra Wielkiego, władcy seleucydzkiego Antiocha II i Pantaleona.
Był w niejasny sposób spokrewniony z Agatokleją, późniejszą królową indo-grecką.